# Lijst van voetbalinterlands Ecuador - Nederland
Deze lijst van voetbalinterlands is een overzicht van alle officiële voetbalwedstrijden tussen de nationale teams van Ecuador en Nederland. De landen hebben tot op heden drie keer tegen elkaar gespeeld. De eerste ontmoeting was een vriendschappelijk duel op 1 maart 2006 in Amsterdam. Voor beide landen was het een oefenwedstrijd in de voorbereiding op het Wereldkampioenschap voetbal 2006 in Duitsland. Het laatste duel, een groepswedstrijd tijdens het Wereldkampioenschap voetbal 2022, werd gespeeld in Ar Rayyan (Qatar) op 25 november 2022. 

## Wedstrijden
| № | № Int. NL | Plaats    | Datum            | Competitie        | Wedstrijd           | Uitslag |
| - | --------- | --------- | ---------------- | ----------------- | ------------------- | ------- |
| 1 | 636       | Amsterdam | 1 maart 2006     | Vriendschappelijk | Nederland – Ecuador | 1 – 0   |
| 2 | 742       | Amsterdam | 17 mei 2014      | Vriendschappelijk | Nederland – Ecuador | 1 – 1   |
| 3 | 842       | Ar Rayyan | 25 november 2022 | WK 2022           | Nederland – Ecuador | 1 – 1   |

## Samenvatting
| Competitie        | Totaal gespeeld | Winst Ecuador | Gelijk | Winst Nederland | Doelsaldo Ecuador – Nederland |
| ----------------- | --------------- | ------------- | ------ | --------------- | ----------------------------- |
| WK-eindronde      | 1               | 0             | 1      | 0               | 1 − 1                         |
| Vriendschappelijk | 2               | 0             | 1      | 1               | 1 − 2                         |
| Totaal            | 3               | 0             | 2      | 1               | 2 − 3                         |

Wedstrijden bepaald door strafschoppen worden, in lijn met de FIFA, als een gelijkspel gerekend.

## Details

### Eerste ontmoeting
| Vriendschappelijk (Amsterdam, Nederland, 1 maart 2006): |              | |
| Nederland | 1 – 0        | Ecuador |
| Dirk Kuyt 48' | goals        | |
| Marco van Basten | bondscoach   | Luis Fernando Suárez |
| Edwin van der Sar Kew Jaliens Barry Opdam Joris Mathijsen Giovanni van Bronckhorst Mark van Bommel Martijn Meerdink Phillip Cocu 46' George Boateng 61' Arjen Robben Dirk Kuyt | opstellingen | Christian Mora Neicer Reasco 73' Iván Hurtado Giovanny Espinoza 82' Marlon Ayoví 68' Antonio Valencia Ulises de la Cruz Patricio Urrutia Edison Méndez 46' Cristian Benítez 68' Carlos Tenorio |
| Hedwiges Maduro 46' Nicky Hofs 61' | wissels      | 68' Félix Borja 73' Jorge Guagua 46' Cristian Lara 68' Segundo Castillo 82' Walter Calderon |
| - Debuut van Kew Jaliens, Martijn Meerdink en Nicky Hofs voor Nederland. |              | |

### Tweede ontmoeting
| Vriendschappelijk (Amsterdam, Nederland, 17 mei 2014): |              | |
| Nederland | 1 – 1        | Ecuador |
| Robin van Persie 37' | goals        | 9' Jefferson Montero |
| Louis van Gaal | bondscoach   | Reinaldo Rueda |
| Jasper Cillessen Bruno Martins Indi Terence Kongolo 46' Daryl Janmaat 46' Stefan de Vrij Joël Veltman Georginio Wijnaldum Jordy Clasie 46' Daley Blind Robin van Persie 79' Memphis Depay | opstellingen | Máximo Banguera Juan Carlos Paredes Jorge Guagua Frickson Erazo Óscar Bagüí Antonio Valencia 82' Joao Rojas 61' Christian Noboa 65' Jefferson Montero 72' Segundo Castillo 38' Felipe Caicedo                    |
| Jonathan de Guzmán 46' Patrick van Aanholt 46' Paul Verhaegh 46' Klaas-Jan Huntelaar 79' Jeroen Zoet Ron Vlaar Leroy Fer Dirk Kuyt                                                        | wissels      | 82' Gabriel Achilier 72' Pedro Quiñónez 61' Carlos Gruezo 57' Fidel Martínez 65' Jaime Ayoví 38' 57' Armando Wila Alexander Domínguez Adrián Bone Cristian Ramírez Luis Saritama José Cevallos Jr. Renato Ibarra |
| | gele kaarten | 30' Antonio Valencia |
| - Debuut van Terence Kongolo (Feyenoord) voor Nederland. - Debuut van Armando Wila (Universidad Católica) voor Ecuador.                                                                   |              | |

FEF · A-internationals · Bondscoaches · Selecties · Statistieken · Ecuadoraans vrouwenelftal · Olympisch elftal · Ecuador U21 · Ecuador U20 · Ecuador U18 · Ecuador U17
1938 – 1949 ·
1950 – 1959 ·
1960 – 1969 ·
1970 – 1979 ·
1980 – 1989 ·
1990 – 1999 ·
2000 – 2009 ·
2010 – 2019 ·
2020 − 2029
WK 2002 · 
WK 2006 · 
WK 2014
1938 · 
1939 · 
1940 · 
1941 · 
1942 · 
1943 · 1944 · 
1945 · 
1946 · 
1947 · 
1948 · 
1949 · 
1950 · 1951 · 1952 · 
1953 · 
1954 · 
1955 · 
1956 · 
1957 · 
1958 · 
1959 · 
1960 · 
1961 · 1962 · 
1963 · 
1964 · 
1965 · 
1966 · 
1967 · 1968 · 
1969 · 
1970 · 
1971 · 
1972 · 
1973 · 
1974 · 
1975 · 
1976 · 
1977 · 
1978 · 
1979 · 
1980 · 
1981 · 
1982 · 
1983 · 
1984 · 
1985 · 
1986 · 
1987 · 
1988 · 
1989 · 
1990 · 
1991 · 
1992 · 
1993 · 
1994 · 
1995 · 
1996 · 
1997 · 
1998 · 
1999 · 
2000 · 
2001 · 
2002 · 
2003 · 
2004 · 
2005 · 
2006 · 
2007 · 
2008 · 
2009 · 
2010 · 
2011 · 
2012 · 
2013 · 
2014 · 
2015 · 
2016 · 
2017 ·
2018 ·
2019 ·
2020 ·
2021 ·
2022
Argentinië ·
Armenië ·
Australië ·
Bolivia · 
Brazilië ·
Bulgarije ·
Canada ·
Chili ·
Colombia ·
Costa Rica ·
Cuba ·
Denemarken ·
DDR ·
Duitsland ·
El Salvador ·
Engeland ·
Estland ·
Finland ·
Frankrijk ·
Griekenland ·
Guatemala ·
Haïti ·
Honduras ·
Ierland ·
Irak ·
Iran ·
Italië ·
Jamaica ·
Japan ·
Joegoslavië ·
Jordanië ·
Kaapverdië ·
Koeweit ·
Kroatië · 
Libanon ·
Mexico ·
Nederland ·
Nigeria ·
Noord-Macedonië ·
Oeganda ·
Oman ·
Panama ·
Paraguay ·
Peru ·
Polen ·
Portugal ·
Qatar ·
Roemenië ·
Saoedi-Arabië ·
Schotland ·
Senegal ·
Spanje ·
Trinidad en Tobago ·
Turkije · 
Uruguay ·
Venezuela ·
Verenigde Staten ·
Wit-Rusland ·
Zambia ·
Zuid-Afrika ·
Zuid-Korea ·
Zweden ·
Zwitserland
Costa Rica (2006) · 
Duitsland (2006) · 
Engeland (2006) · 
Frankrijk (2014) · 
Honduras (2014) · 
Nederland (2022) · 
Polen (2006) · 
Qatar (2022) · 
Zwitserland (2014)
KNVB ·
A-internationals ·
Bondscoaches (m) ·
Topscorers ·
Nederlands vrouwenelftal ·
Bondscoaches (v) ·
Nederland B ·
Olympisch elftal ·
Jong Oranje ·
Nederland –20 ·
Nederland –19 ·
Nederland –18 ·
Nederland –17 ·
Nederland –16 ·
Nederland –15 ·
Nederlands amateurelftal ·
Nederlands zaterdagelftal ·
Jong OranjeLeeuwinnen ·
Vrouwen –20 ·
Vrouwen –19 ·
Vrouwen –18 ·
Vrouwen –17 ·
Vrouwen –16 ·
Vrouwen –15 ·
Militair mannenelftal ·
Militair vrouwenelftal ·
Strandteam ·
Vrouwen Strandteam ·
Futsalteam ·
Vrouwen Futsalteam

EK-wedstrijden ·
WK-wedstrijden ·
Resultaten kwalificaties en eindronden ·
Nederland B-wedstrijden ·
Officieuze wedstrijden ·
EK-wedstrijden vrouwen ·
WK-wedstrijden vrouwen ·
Resultaten vrouwen kwalificaties en eindronden
1905 – 1919 ·
1920 – 1929 ·
1930 – 1939 ·
1940 – 1949 ·
1950 – 1959 ·
1960 – 1969 ·
1970 – 1979 ·
1980 – 1989 ·
1990 – 1999 ·
2000 – 2009 ·
2010 – 2019 ·
2020 – 2029
2015 ·
2016 ·
2017 ·
2018 ·
2019 ·
2020 ·
2021 · 
2022
EK's: 1976 · 
1980 · 
1988 · 
1992 · 
1996 · 
2000 · 
2004 · 
2008 · 
2012 · 
2020 · 
2024
WK's: 1934 · 
1938 · 
1974 · 
1978 · 
1990 · 
1994 · 
1998 · 
2006 · 
2010 · 
2014 · 
2022
OS: 1908 ·
1912 ·
1920 ·
1924 ·
1928 ·
1948 ·
1952 ·
2008
Albanië ·
Andorra ·
Argentinië ·
Armenië ·
Australië ·
België ·
Bosnië en Herzegovina ·
Brazilië ·
Bulgarije ·
Canada ·
Chili ·
China ·
Colombia ·
Costa Rica ·
Curaçao ·
Cyprus ·
DDR ·
Denemarken ·
Duitsland ·
Ecuador ·
Egypte ·
Engeland ·
Estland ·
Faeröer ·
Finland ·
Frankrijk ·
GOS · 
Georgië ·
Ghana ·
Gibraltar ·
Griekenland ·
Hongarije ·
Ierland ·
IJsland ·
Indonesië ·
Iran ·
Israël ·
Italië ·
Ivoorkust ·
Japan ·
Joegoslavië ·
Kameroen ·
Kazachstan ·
Kroatië ·
Letland ·
Liechtenstein ·
Luxemburg ·
Malta ·
Marokko ·
Mexico ·
Moldavië ·
Montenegro ·
Nederlandse Antillen ·
Nigeria ·
Noord-Ierland ·
Noord-Macedonië ·
Noorwegen ·
Oekraïne ·
Oostenrijk ·
Paraguay ·
Peru ·
Polen ·
Portugal ·
Qatar ·
Roemenië ·
Rusland ·
Saarland ·
San Marino ·
Saoedi-Arabië ·
Schotland ·
Senegal ·
Servië en Montenegro ·
Slovenië ·
Slowakije ·
Sovjet-Unie ·
Spanje ·
Suriname ·
Thailand ·
Tsjechië ·
Tsjecho-Slowakije ·
Tunesië ·
Turkije ·
Uruguay ·
Verenigd Koninkrijk ·
Verenigde Staten ·
Wales ·
Wit-Rusland ·
Zuid-Afrika ·
Zuid-Korea ·
Zweden ·
Zwitserland
Argentinië (1978) ·
Argentinië (2006) ·
Argentinië (2014) ·
Argentinië (2022) ·
Australië (2014) ·
Brazilië (2014) ·
Chili (2014) · 
Costa Rica (2014) ·
Denemarken (2010) ·
Denemarken (2012) ·
Duitsland (2012) · 
Ecuador (2022) · 
Frankrijk (2008) ·
Italië (2008) ·
Ivoorkust (2006) ·
Japan (2010) ·
Kameroen (2010) ·
Mexico (2014) · 
Noord-Macedonië (2021) · 
Oekraïne (2021) · 
Oostenrijk (2021) · 
Portugal (2006) ·
Portugal (2012) ·
Portugal (2019) ·
Qatar (2022) ·
Roemenië (2008) ·
Rusland (2008) ·
San Marino (2011) ·
Senegal (2022) ·
Servië en Montenegro (2006) ·
Sovjet-Unie (1988) ·
Spanje (2010) ·
Spanje (2014) ·
Tsjechië (2021) · 
Uruguay (2010) ·
Verenigde Staten (2022) · 
West-Duitsland (1974)